# Караваев, Элизбар Константинович
Элизба́р Константи́нович Карава́ев (род. 5 октября 1939) — советский и российский кинооператор.

## Биография
В 1970 году окончил операторский факультет ВГИКа (мастерская Бориса Волчека).

## Личная жизнь
- Первая жена — Наталья Сергеевна Бондарчук (род. 10 мая 1950) — советская и российская актриса, кинорежиссёр, сценарист; заслуженная артистка РСФСР (1977), заслуженный деятель искусств РФ (2009).
- Вторая жена — Елена Юрьевна Гагарина (род. 17 апреля 1959) — генеральный директор музея-заповедника «Московский Кремль», дочь Юрия Гагарина.
- Дочь — Екатерина Элизбаровна Караваева (род. 1987) — окончила исторический факультет МГУ (кафедра истории средних веков и раннего нового времени), работала в музее-заповеднике «Московский Кремль», вышла замуж за дипломата Павла Внукова, уехала в Лондон[1][2][3].

## Фильмография

### Оператор
- 1967 — Начало
- 1968 — Настасья и Фомка
- 1969 — Мы (ТВ, д/к)
- 1972 — Пришёл солдат с фронта
- 1972 — Самый последний день
- 1974 — Если хочешь быть счастливым
- 1975 — Ау-у! (киноальманах, новелла «Песня»)
- 1976 — Фантазии Веснухина (ТВ)
- 1977 — Пожар, любовь и помпиеро
- 1978 — Поворот
- 1979 — Пена
- 1980 — Коней на переправе не меняют
- 1981 — Родник
- 1982 — Детский мир
- 1983 — Дважды рождённый
- 1985 — Батальоны просят огня (мини-сериал)
- 1985 — Секунда на подвиг
- 1986 — Обида
- 1986 — Первый парень (ТВ)
- 1988 — Отцы
- 1989 — Камышовый рай
- 1989 — Софья Петровна
- 1990 — …По прозвищу «Зверь»
- 1991 — Графиня
- 1992 — Будь проклята ты, Колыма
- 1992 — Рай под тенью сабель
- 1993 — Анна: от 6 до 18
- 1993 — Лихая парочка
- 1995 — Сентиментальное путешествие на мою Родину. Музыка русской живописи (сериал)
- 1998 — Сибирский цирюльник
- 1999 — Мама
- 2000 — Чек
- 2002 — Шукшинские рассказы (сериал)
- 2003 — Белое золото
- 2004 — Весьегонская волчица
- 2004 — 72 метра
- 2004 — Узкий мост (ТВ)
- 2006 — Тюрьма особого назначения (сериал)
- 2011 — Старинные часы
- 2012 — Африка: Кровь и красота
- 2012 — Одержимый вуду
- 2015 — Праздник непослушания
- 2016 — Алёшка
- 2016 — Горячая точка

### Актёр
- 2004 — Богатство (сериал) — Матвей

## Награды
- 1973 — Государственная премия РСФСР имени братьев Васильевых («Пришёл солдат с фронта»)